# História de Corumbá
Página sobre a história de Corumbá. A etimologia do topônimo Corumbá tem duas origens:
- A primeira versão origina-se provavelmente no tupi kuru'mba, que significa "banco de cascalho" (Antenor Nascentes de fato confirma que o termo tupi ku'ru tem a acepção de "seixo" e argumento que não se encontra a explicação para o sufixo "'mba").
- A segunda eversão (segundo o historiador Valmir Batista Corrêa) diz que o termo Corumbá teria se originado do termo "kurupá" (aroeira, em tupi-guarani) por conta da excessiva presença dessa variedade nativa da flora pantaneira.

Chamada inicialmente como Vila de Nossa Senhora da Conceição de Albuquerque, o povoado se ergueu um pouco mais para o sul e por alguns anos foi um simples destacamento militar e transformou-se lentamente em povoado e logo depois emancipou-se de Cuiabá, se transformando em um importante entreposto comercial do estado de Mato Grosso e culminando na sua decadência anos depois.
Suas denominações ao longo dos tempos foram: Vila Nossa Senhora da Conceição de Albuquerque, Albuquerque Novo, Santa Cruz de Corumbá e por fim apenas Corumbá.

## Crescimento populacional
De 1910, quando houve o primeiro censo populacional de Corumbá, até 2010, o último censo, a população pulou de 14.542 para 103.772 habitantes, um aumento de quase 1.000%. Abaixo a evolução populacional de Corumbá em 100 anos:
| População censitária (1910-2010) | População censitária (1910-2010) |
| -------------------------------- | -------------------------------- |
| 1910                             | 14.542                           |
| 1920/1930                        | 19.547                           |
| 1940                             | 29.521                           |
| 1950                             | 38.734                           |
| 1960                             | 59.556                           |
| 1970                             | 81.887                           |
| 1980                             | 81.129                           |
| 1991                             | 88.411                           |
| 2000                             | 95.701                           |
| 2010                             | 103.772                          |

## Pré-fundação
Povos pré-colombianos, pré-indígenas e período Pleistoceno
Arqueologicamente, a datação mais antiga da presença do homem no Pantanal remonta há 8200 anos, obtida na área urbana de Ladário (MS), cidade que se localiza dentro do município de Corumbá, por arqueólogos da Universidade Vale dos Sinos (Unisinos) em convênio com a UFMS, sob a coordenação do professor dr. Pedro Ignácio Schmitz, que descobriu no sítio arqueológico, entre outros vestígios, sepultamentos de um grupo de caçadores/coletores/pescadores pré-indígenas. O professor Gilson Rodolfo Martins acredita na probabilidade da existência de sítios mais antigos no Pantanal, os quais podem ter mais de 10.000 anos, inseridos no período Pleistoceno ("Era do Gelo"). Pinturas rupestres de povos pré-históricos em morrarias, bem como ossadas e vestígios de animais dessa época, como o tigre-dente-de-sabre e da preguiça gigante em grutas, já foram encontrados na bacia pantaneira.Todavia, somente futuras pesquisas poderão confirmar, ou não, essas hipóteses.
Dos registros arqueológicos e conhecimentos que se tem sobre o Pantanal, sabe-se que foi povoado por grupos indígenas das línguas Arawak, Guaicuru, Jê, Macro-Jê, Tupi Guarani e Zamuco. Sítios arqueológicos registram a presença dos povos indígenas que ocupavam a região antes da colonização. A diversidade de sítios, tanto de habitação, quanto de cemitérios, revela culturas amazônicas, da platina e do chaco.
Busca de metais preciosos por aventureiros europeus
Atraído pela existência de pedras e metais preciosos (que eram usados por indígenas, que já povoavam a região, como adornos), entre eles o ouro, o português Aleixo Garcia, em 1524, acabou sendo o primeiro a visitar o território, que alcançou o rio Paraguai através do rio Miranda, atingindo a região onde hoje está a cidade de Corumbá. Nos anos de 1537 e 1538, o espanhol Juan Ayolas e seu acompanhante Domingos Martínez de Irala seguiram pelo rio Paraguai e denominaram Puerto de los Reyes à lagoa Gayva. Por volta de 1542-1543, Álvaro Nunes Cabeza de Vaca (espanhol e aventureiro) também passou por aqui para seguir para o Peru. Em 1547, novamente Irala, agora em demanda dos Andes, estiveram nas terras locais. Também passou por aqui o então governador de Assunção (atual capital do Paraguai), Domingos Martínez de Irala, que em marcha foi até a Cordilheira dos Andes.

## Fundação e emancipação
Disputas entre portugueses e espanhóis
Até fins do século XVIII as fronteiras das possessões portuguesas e espanholas eram mal definidas. Em 1774, os espanhóis violam o tratado de limites e fundam Villa Real, na foz do rio Ipané. Aproveitando-se disso e com o intuito de garantir a posse de grande parte da margem direita do rio Paraguai e da esquerda do rio Guaporé, expandindo o território da Capitania, o capitão-general Luís de Albuquerque de Melo Pereira e Cáceres fundou a povoação de Viseu, na margem esquerda do Guaporé, que teve de abandonar por exigência dos espanhóis; fundou a povoação de Albuquerque (1778); ergueu o Forte de Coimbra nas margens do Rio Paraguai; iniciou a construção e efetivamente inaugurou o Forte Príncipe da Beira (1775), nas margens do Rio Guaporé; fundou as povoações de São Pedro del Rey (1781), Vila Maria do Paraguai (1778) e Casalvasco (1783), e os registros do Jauru e da Ínsua.
Fundação da Povoação de Corumbá
Em 2 de setembro de 1778, a mando do governador da Capitania de Mato Grosso (o Capitão-General Luís de Albuquerque de Melo Pereira e Cáceres), o sargento-mor Marcelino Rois Camponês, que comandava uma expedição militar, adquiriu a posse da região para a Coroa Portuguesa, fundando o local e batizando-o com o nome de Nossa Senhora da Conceição de Albuquerque, sendo então lavrado o termo de fundação. 
"Anno do Nascimento de Nosso Senhor Jesus Christo de mil settecentos settenta e oito aos vinte e hum dias do mez de Septembro do dito anno nesta Povoação de Albuquerque situada na margem Occidental do Rio Paraguay em hum assento de terra que decorre para rio abaixo mais ou menos aonde o Sargento Mór Commandante Marcellino Roiz Camponês em observância das Ordens do Illmo e Exmo Senhor Luiz de Albuquerque de Mello Pereira e Cáceres Governador e Capitão General das Capitanias de Matto-Grosso e Cuiabá, tendo consigo o Capitão Mór das Conquistas João Leme do Prado, e as Pessoas abaixo nomeadas e assignadas, e o dito Sargento Mór Commandante tomado Posse para a Coroa de Portugal mandando levantar numa grande Cruz de pau de ley, limpar terreiro, fazer Quartel, e assender fogo, cassar nos matos vizinhos, pescar no Rio, e pacear de huma e outro parte do dito Terreiro dizendo em vozes altas, primeira segunda e terceira vez Viva El-Rey de Portugal; cujas palavras em igual voz todos os circunstantes repetimos outras tantas vezes. E para de tudo constar aos vindouros mandou elle dito Sargento Mór Commandante fazer este auto que assignou adjunto o Capitão Mór das Conquistas com os assistentes o Alferes de Granadeyros Salvador Roiz de Siqueira o Sarº da Ordenança Manoel Pereira da Silva, e os Soldados Dragões Manoel José Corrêa, Joseph Joaquim de Almeida, Manoel Barboza, e o Sargento da Companhia de Pedestres Alexandre Ferreyra Netto; e comigo José da Fonseca Fontoura e Oliveyra que o escrevy e assigney nesta Povoação de Albuquerque aos vinte e hum dias do mez de Septembro de 1778. Marcelino Roiz Camponês; João Leme do Prado; Salvador Roiz de Siqueyra; Manoel Pereyra de Souza; Alexandre Fèrreyra Netto; Manoel José Corrêa; José Joaquim de Almeyda; Manoel Barboza Paes."
Em 1800 o arraial foi totalmente destruído por um incêndio, tão violento que foi, ficando apenas a capelinha aí existente que era de telha, pois a única desse tipo que havia. Até essa catástrofe, o seu crescimento deixou a desejar, por um longo período não passava de um Posto Militar.
Fundação da Freguesia de Albuquerque
Albuquerque foi fundada na foz do rio Mondego (Miranda), à cerca de 20 (vinte) léguas abaixo da povoação de Albuquerque (Corumbá), no final do século XVIII, como parte das estratégias de ocupação e defesa de Portugal na parte Sul da capitania de Mato Grosso, momento em que as Coroas Ibéricas passavam pelo processo de disputa/negociação pelas suas áreas de influência na América. Para diferenciar as "Albuquerques", A primeira Albuquerque (fundada em 1778), passou a denominar-se Albuquerque Velho ou Povoação de Albuquerque e posteriormente Corumbá. Já a Albuquerque (fundada em 1781) na foz do rio Miranda, era chamada de Albuquerque Novo e posteriormente Freguesia de Albuquerque.

Devido ao incêndio ocorrido em 1800 em Albuquerque Velho esta ficou em ruínas e, com isso , parte de sua população acabou por se instalar em Albuquerque Novo. O crescimento de Albuquerque Novo, foi tamanho que, pela Lei nº 11, de 26 de agosto de 1835, a mesma (juntamente com Miranda, Santo Antonio do Leverger e Nossa Senhora do Livramento), foram elevadas à categoria de Freguesia, subordinadas ao município de Cuiabá. 
LEI PROVINCIAL Nº 11, DE 26 DE AGOSTO DE 1835 
Antonio Pedro d’ Alencastro, Presidente da Provincia de Mato Grosso.
Faço saber á todos os seus Habitantes que a Assembléa Legislativa Provincial Decretou, e eu Sanccionei a Lei seguinte:
Art. 1º Ficão desmembradas da Freguezia do Senhor Bom Jesus do Cuiabá, e por isso erectas em Parochias as Capellas Filiaes de Santo Antonio do Rio Cuiabá abaixo, e de Nossa Senhora do Livramento.
Art. 2º Ficão igualmente erectas em Parochias as Capellas de Nossa Senhora da Conceição, e de Nossa Senhora do Carmo, aquella colocada em Albuquerque no baixo Paraguay, e esta no Presidio de Miranda.
Art. 3º Ao Presidente da Provincia compete por hora marcar as limites d’estas novas Parochias, precedendo para isso informação da Authoridade Ecclesiastica.
Art. 4º Aos Parochos de Santo Antonio do Rio Cuiabá abaixo, e de Nossa Senhora do Livramento fica competindo a Congrua de dusentos e quarenta mil reis, e aos de Nossa Senhora da Conceição, e de Nossa Senhora do Carmo a de tresentos mil reis, e ambos alem do mais que vencem.
Art. 5º Ficão derogadas todas as Leis em contrario.
Mando por tanto a todas as Authoridades, a quem o conhecimento, e execução da referida Lei pertencer, que a cumprão, e fação cumprir tão inteiramente, como nella se contém. O Secretario desta Provincia a faça imprimir, publicar, e correr.
Palacio do Governo da Provincia de Mato Grosso na Cidade do Cuiabá aos vinte e seis d’Agosto de mil oitocentos e trinta e cinco, Decimo quarto da Independencia, e do Imperio.
Antº Pedro d’Alencastro
Pela Resolução nº 9, de 30 de Junho de 1847, as freguesias de Nossa Senhora da Conceição de Albuquerque, Nossa Senhora do Carmo de Miranda e Sant'Ana do Paranaíba foram desligadas de Cuiabá e anexadas ao município de Poconé: 
RESOLUÇÃO Nº 9, DE 30 DE JUNHO DE 1847
O Doutor João Crispiniano Soares, Presidente da Provincia de Mato Grosso:
Faço saber a todos os seus Habitantes, que a Assemblea Legislativa Provincial Decretou, e eu Sanccionei a Resolução seguinte.
Art. 1º Os Districtos, que comprehendem as Freguezias de Nossa Senhora da Misericordia de Albuquerque, Miranda, e Sant’Anna do Paranahiba, ficão incorporados ao Termo da Villa de Poconé.
Art. 2º Ficão revogadas todas as Leis, e mais disposições em contrario.
Mando por tanto a todas as Auctoridades, a quem o conhecimento e execução da referida Resolução pertencer, que a cumprão, e fação cumprir tão inteiramente, como nella se contém. O Secretario desta Provincia a faça imprimir, publicar, e correr. Palacio do Governo de Mato Grosso aos trinta de Junho de mil oitocentos e quarenta e sete, vigesimo sexto da Independencia, e do Imperio.
D.or João Crispiniano Soares
Devido à protestos da população local, as mesmas freguesias foram reanexadas à Cuiabá em 1850.
LEI Nº 02, DE 31 DE MAIO DE 1850
João José da Costa Pimentel, Commendador das Ordens de S. Bento d’Aviz e da Imperial da Rosa, Cavalleiro da Ordem Imperial do Cruzeiro, Coronel do Estado Maior de 1ª Classe do Exercito, Presidente e Commandante das Armas da Provincia de Matto Grosso: Faço saber a todos os seus Habitantes, que a Assemblea Legislativa Provincial Decretou, e eu Sanccionei a Lei seguinte.
Art. 1º Os Districtos que comprehendem as Freguezias de Nossa Senhora da Misericordia de Albuquerque, do Carmo de Miranda, e de Santa Anna do Paranahyba, ficão incorporados ao Termo da Cidade do Cuyabá.
Art. 2º Fica revogada a Resolução nº 9 de 30 de Junho de 1847, e mais disposições em contrario.
Mando por tanto a todas as Autoridades, a quem o conhecimento e execução da referida Lei pertencer, que a cumprão, e fação cumprir tão inteiramente, como nella se contêm. O Secretario desta Provincia a faça imprimir, publicar, e correr.
Palacio do Governo de Matto Grosso em Cuyabá aos vinte e oito de Maio de mil oitocentos e cincoenta, vigesimo nono da Independencia, e do Imperio.
João José da Costa Pimentel
Entretanto Albuquerque foi elevado à vila um mês apos ser transferido para Cuiabá.
Criação da Vila de Albuquerque

A Freguesia de Albuquerque (Albuquerque Novo) continuou crescendo e sobrepujando a Povoação de Albuquerque (Albuquerque Velho), tanto que  pela Lei nº 12, de 06 de Julho de 1850, a dita Freguesia de Albuquerque foi elevada à condição de Vila. Além da Freguesia de Albuquerque, a vila englobou a Povoação de Albuquerque e as freguesias de Miranda e Paranaíba.
LEI Nº 12, DE 06 DE JULHO DE 1850
João José da Costa Pimentel, Commendador das Ordens de S. Bento d’Aviz e da Imperial da Rosa, Cavalleiro da Ordem Imperial do Cruzeiro, Coronel do Estado Maior de 1ª Classe do Exercito, Presidente e Commandante das Armas da Provincia de Matto Grosso: Faço saber a todos os seus Habitantes, que a Assembléa Legislativa Provincial Decretou,  e eu Sanccionei a Lei seguinte.
Art. 1º A Freguezia de Nossa Senhora da Conceição de Albuquerque he elevada á cathegoria de Villa com a denominação de - Villa de Nossa Senhora da Conceição de Albuquerque.
Art. 2º O Termo da nova Villa comprehenderá as Freguezias de Nossa Senhora do Carmo de Miranda, e a de Sant’ Anna do Paranahyba.
Art.3º Logo que os seos Habitantes tiverem começado á sua custa huma casa para as Sessões da Camara Municipal e huma Cadêa, o Presidente da Provincia mandará proceder á eleição Municipal, e fará a nomeação dos Empregados correspondentes.
Art. 4º Ficão sem vigor qualquer Lei e disposições em contrario.
Mando por tanto a todas as Autoridades, a quem o conhecimento e execução da referida Lei pertencer, que a cumprão, e fação cumprir tão inteiramente, como nella se contem. O Secretario desta Provincia a faça imprimir, publicar, e correr.
Palacio do Governo de Matto Grosso em Cuyabá aos cinco de Julho de mil oitocentos e cincoenta, vigesimo nono da Independencia e do Imperio.
João José da Costa Pimentel

Todavia, devido tanto às condições financeiras da Província de Mato Grosso, quanto às condições financeiras da população da Vila de Albuquerque, que não conseguiram construir a casa de Câmara e Cadeia, tal vila foi extinta em 1851 e reanexadas, como simples freguesias à Cuiabá.
RESOLUÇÃO Nº 1, DE 18 DE JUNHO DE 1851
Augusto Leverger, Capitão de Fragata da Armada Nacional e Imperial, Cavalleiro da Ordem Imperial do Cruzeiro, Official da Rosa e Presidente da Provincia de Matto Grosso:
Faço saber a todos os seus Habitantes, que a Assemblea Legislativa Provincial Decretou, e eu Sanccionei a Resolução seguinte.
Art. 1º Ficão sem vigor as Leis Provinciaes sob nº 8 de 28 de Junho, e nº 12 de 5 de Julho do anno passado, que elevarão á categoria de Villa as Freguezias de S. Luiz de Villa Maria, e de Nossa Senhora da Misericordia de Albuquerque.
Art. 2º Ficão igualmente sem vigor e revogadas todas as disposições contrarias á presente.
Mando por tanto a todas as Autoridades, a quem o conhecimento e execução da referida Resolução pertencer, que a cumprão, e fação cumprir tão inteiramente, como nella se contem. O Secretario desta Provincia a faça imprimir, publicar, e correr.
Palacio do Governo de Matto Grosso em Cuyabá aos dezesete de Junho de mil oitocentos e cincoenta e hum, trigesimo da Independencia e do Imperio.
Augusto Leverger 
Essa situação perduraria até 1857, com a criação do município de Miranda.
Autonomia política

No dia 02 de Junho de 1857, a freguesia do Nossa Senhora do Carmo de Miranda foi elevada à condição de Vila, e em seu território foram anexadas as freguesias de Albuquerque e Paranaíba (a qual foi também elevada à condição de Vila cinco dias após Miranda, pela Lei nº 5, de 06 de Julho de 1857).
LEI Nº 1, DE 02 DE JUNHO DE 1857
O TENENTE CORONEL ALBANO DE SOUSA OSORIO, VICE-PRESIDENTE DA PROVINCIA DE MATO GROSSO:
Faço saber a todos os seus Habitantes, que a Assemblea Legislativa Provincial Decretou, e eu Sanccionei a Lei seguinte.
Art. 1º A Freguezia de Nossa Senhora do Carmo de Miranda fica elevada á categoria de Villa com a mesma denominação.
Art. 2º O Termo da nova Villa comprehenderá as Freguezias de Albuquerque e Sant’Anna do Paranahyba, e pertencerá á Comarca da Cidade do Cuiabá.
Art. 3º Ficão revogadas todas as Leis e disposições em contrario.
Mando por tanto a todas as Autoridades, a quem o conhecimento e execução da referida Lei pertencer, que a cumprão, e fação cumprir tão inteiramente, como nella se contem. O Secretario desta Provincia a faça imprimir, publicar, e correr.
Palacio do Governo de Mato Grosso em Cuiabá aos trinta de Maio de mil oitocentos e cincoenta e sete, trigessimo sexto da Independencia e do Imperio.
Albano de Sousa Osorio

Passado alguns anos após o incêndio que a destruiu em 1800, Albuquerque Velho, agora denominado Corumbá, talvez como uma forma da população local diferenciá-la da Freguesia de Albuquerque, retoma o crescimento vertiginoso, tanto que em 1853, por decreto imperial, o porto local foi habilitado para o comércio, sendo dotado de Mesa de Rendas. Em 1856 estabeleceu-se o trânsito livre de barcos nacionais e estrangeiros no rio Paraguai e o porto, com sua importante posição geográfica, começou a se tornar um centro econômico de destaque no continente. A navegação, além de romper o isolamento da região, serviu para fixar o domínio pelo império na fronteira oeste do Brasil. devido à sua melhor localização e por ser parada obrigatória aos navios que seguiam à capital da província (Cuiabá). O crescimento foi tanto que o governo provincial, através da Resolução nº 07, de 6 de julho de 1854, autorizava a transferência da sede da freguesia de Albuquerque para Corumbá, caso ali fosse instalada a mesa de rendas. Mas tal Resolução não chegou a ser posta em prática pois em 1862, a então povoação de Corumbá passou direto à condição de Vila, conforme a Resolução nº 06, de 10 de julho daquele ano.
RESOLUÇÃO Nº 06, DE 10 DE JULHO DE 1862
Herculano Ferreira Penna, do Conselho de Sua Magestade O Imperador, Fidalgo Cavalleiro da Casa Imperial, Grande Dignitário da Ordem da Rosa, Senador do Império, e Presidente da Provincia de Mato Grosso:
Faço Saber a todos os seos Habitantes, que a Assemblea Legislativa Provincial Decretou e eu sanccionei a Resolução seguinte:
Art. 1º Fica elevada à cathegoria de Villa a Povoação de Corumbá com a denominação de “Vila de Corumbá”, e pertencerá como até aqui à 3ª Comarca.
Art. 2º He creada para a mesma Villa uma Freguezia com a invocação de Santa Cruz, a qual se denominará “Freguesia de Santa Cruz da Villa de Corumbá”, e os seos limites, por uma desmembração razoável da Freguesia de Albuquerque serão marcados pelo Presidente da Província.
Art. 3º A nova Villa funcionará depois que seos habitantes derem prompta, à sua custa, a casa para as sessões da Camara e do JUry; e o seo Municipio comprehenderá a sua mesma Freguezia e a de Albuquerque.
Art. 4º Ficão revogados o Art. 1º da Lei Provincial nº 4 de 19 d’Abril de 1838 na parte em que creou a Freguezia de Santa Cruz para a povoação do Piquiry; a Resolução nº 7 de 5 de Julho de 1854; e quaesquer disposições em contrário.
Mando por tanto a todas as Autoridades, a quem o conhecimento e execução da referida Resolução pertencer, que a cumprão, e fação cumprir tão inteiramente, como nella se contém. O Secretario desta Província a faça imprimir, publicar, e correr.
Palácio do Governo de Mato Grosso em Cuiabá aos dez de Julho de mil oito centos sessenta e dous, quadragésimo primeiro da Independencia e do Imperio.
Herculano Ferreira Penna
Em 5 de julho de 1850 a Lei provincial n.º 12 deu-lhe autonomia política com sede na povoação de Santa Cruz de Corumbá. E isso acabou trazendo também problemas de infra-estrutura: transporte de mercadorias, abastecimento de água e saneamento básico precários (sendo este último causador de epidemias) e falta de calçamento nas ruas. Qualquer barco (nacional e estrangeiro) que atracava no porto local enfrentava o problema da falta de controle sanitário (e consequentemente doenças começaram a surgir). Também havia os problemas econômicos e sociais que foram agravados pelas frequentes enchentes periódicas que o rio Paraguai provocava. Outro problema comum na região eram as crises políticas e a violência cotidiana. Além disso, a dependência da navegação fluvial com o exterior tornou a cidade suscetível a crises periódicas. Assustado com o grande desenvolvimento em 1859, em razão da navegação comercial, o Presidente da Província Almirante Joaquim Raimundo de Lamare, riscou e demarcou as ruas, praças e edifícios públicos de Santa. Começaram a surgir vias largas e mais estabelecimentos comerciais.

## Guerra do Paraguai
Ataque paraguaio e destruíção
Seu ideal era conquistar a América do Sul, um sonho que tinha desde estudante, em Paris, onde Napoleão tornou-se um monarca poderoso do velho mundo. Era assim o ditador paraguaio Francisco Solano Lopez. Por sua determinação, um oficial do seu exército chegou a Corumbá no final de 1863, um estrategista de alto gabarito, disfarçado de fazendeiro que demonstrava grande interesse em conhecer os campos do Sul e sua fazenda de gado. Meses depois, em 28 de dezembro de 1864, atracou em Corumbá a tropa inimiga e desembarcando somente em 3 de janeiro de 1865.
A ocupação da vila foi pacífica. O coronel paraguaio Vicente Barrios (juntamente com 3.200 homens embarcados em 4 batalhões de Infantaria, 12 peças de fogo e 30 foguetes de 24mm, de fabricação francesa.), comandante da tropa inimiga e cunhado do ditador Solano Lopes, classificou a abordagem da Vila como um passeio militar. Durante a ocupação as mulheres eram levadas para o navio do Comandante, as casas eram saqueadas e os objetos de valor eram divididos entre os soldados; para os brasileiros o castigo era pior, pois, eram levados para Assunção para trabalho forçado, enquanto que as mulheres, crianças e inválidos ficaram na vila também para trabalho forçado.
O tenente-coronel Hermenegildo de Albuquerque, com 157 homens, opôs resistência aos invasores, sustentando luta por 2 dias, findos os quais se retirou para Corumbá. A 2 de janeiro de 1865, a guarnição militar evacua a cidade, seguindo para Cuiabá.
Em 8 de janeiro de 1865 regressa em Corumbá o navio de bandeira paraguaia Iporã, com a notícia da tomada e abordagem do navio brasileiro Amambaí, que sob o comando do Coronel Carlos Augusto de Oliveira, seu Estado Maior e a tropa do 2º Batalhão, que dia antes da ocupação paraguaia haviam abandonado a vila, tentando chegar em Cuiabá.
Com a invasão local, o progresso foi temporariamente bloqueado e a navegação teve de ser interrompida, e consequentemente houve a desarticulação do comércio local.
A Retomada da Vila e a expulsão do inimigo
Na capital Cuiabá, o Presidente da Província, organizou o Primeiro Corpo Expedicionário sob o comando do Tenente Coronel Antonio Maria Coelho e um efetivo de 400 homens (composta de Comandante, Fiscal, Adjuvante-Secretário, Quartel-mestre, Médico, Capelão e 24 Oficiais combatentes) comandava a 1ª Cia. o Capitão de Infantaria Joaquim Luiz de Cunha e Cruz, a 4ª Cia. o Tenente de voluntários Antonio Augusto Corrêa da Costa que era composta de homens do Exército, da Guarda Nacional e Voluntários.
Seguiram-se outros combates de grande importância, porém o mais notável antes da batalha final, foi o que se verificou em um matagal onde hoje está a Praça Uruguai (atual Mercado Municipal) em frente à Casa do Artesão, antiga Cadeia Pública. O inimigo esperava que fossem atacados pelo Norte da cidade, quando a coluna atacante deveria descer o rio Paraguai, a favor da corrente. Segundo se sabe, o grosso da tropa inimiga achava-se aquartelado no Largo do Carmo, em frente onde hoje está a Igreja Matriz de Nossa Senhora da Candelária, onde foi travado o combate decisivo, quando veio a fortalecer o Capitão Cunha e Cruz.
No dia 15 de maio de 1867, as 1ª, 5ª e 6ª Companhias partiram de Cuiabá em canoas rebocadas pelos vapores que voltaram para trazer os restantes das Cias. Essas desembarcaram nas proximidades do rabicho, depois de alguns dias de viagem a remo e seguindo viagem marche - até as proximidades da fazenda Piraputanga travando e vencendo luta com inimigo onde tinha um posto, seguindo viagem para a lida de Corumbá, na direção Sul/Norte.
Esse domínio de ocupação do exército paraguaio durou até o dia 13 de junho de 1867 (dia consagrado a Santo Antônio), quando, sob o comando do tenente-coronel Antônio Maria Coelho, soldados brasileiros vindos de Cuiabá derrotaram os inimigos e tomaram novamente posse das terras, que até aquele momento estava sob o domínio paraguaio.

Em consequência da guerra, pela Lei nº 2, de 18 de Outubro de 1869 a Freguesia de Albuquerque é extinta e pela Lei nº 6, de 11 de novembro de 1869, Corumbá perdeu a categoria de Município.
LEI Nº 02, DE 18 DE OUTUBRO DE 1869
O Barão de Melgaço, Grande do Império, Chefe da Esquadra graduado e reformado da Armada Nacional e Imperial, Cavalleiro da Ordem Imperial do Cruzeiro, Official da da Rosa, Commendador da de S. Bento d’Aviz, e Presidente da Província de Mato Grosso:
Faço Saber a todos os seos Habitantes, que a Assemblea Legislativa Provincial Decretou e eu sanccionei a Lei seguinte:
Art. 1º Ficão reunidas em uma só as freguezias de Albuquerque e Corumbá, que terá a sua sede nesta última.
Art. 2º O Presidente da Província é autorizado a mandar edificar, desde já, uma Igreja Matriz na referida freguezia, dispendendo com a mesma obra as quantias precisas; mandando organizar previamente a respectiva planta e orçamento.
Art. 3º Ficão revogadas as disposições em contrário.
Mando por tanto a todas as Autoridades, a quem o conhecimento e execução da referida Lei pertencer, que a cumprão, e fação cumprir tão inteiramente, como nella se contém. O Secretario desta Província a faça imprimir, publicar, e correr.
Palácio do Governo de Mato Grosso em Cuiabá dezoito de Outubro de mil oito centos sessenta e nove, quadragésimo oitavo da Independencia e do Imperio.
Barão de Melgaço

LEI Nº 05, DE 11 DE NOVEMBRO DE 1869
O Barão de Melgaço, Grande do Império, Chefe d’Esquadra graduado e reformado da Armada Nacional e Imperial, Cavalleiro da Ordem Imperial do Cruzeiro, Official da da Rosa, Commendador da de S. Bento d’Aviz, e Presidente da Província de Mato Grosso:
Faço Saber a todos os seos Habitantes, que a Assemblea Legislativa Provincial Decretou e eu sanccionei a Lei seguinte:
Art. 1º Ficão extintos os municípios de Miranda e Corumbá.
Art. 2º As freguezias de Nossa Senhora do Carmo de Miranda e Santa Cruz de Corumbá ficão, provisoriamente, annexo ao município da cidade de Cuiabá.
Art. 3º A terceira comarca constará unicamente do município de Sant’Anna do Paranahyba.
Art. 4º Ficão revogadas as disposições em contrário.
Mando por tanto a todas as Autoridades, a quem o conhecimento e execução da referida Lei pertencer, que a cumprão, e fação cumprir tão inteiramente, como nella se contém. O Secretario desta Província a faça imprimir, publicar, e correr.
Palácio do Governo de Mato Grosso em Cuiabá aos onze de Novembro de mil oito centos sessenta e nove, quadragésimo oitavo da Independencia e do Imperio.
Barão de Melgaço

## Progresso
Restauração urbana e desmembramento definitivo de Cuiabá

Após a guerra, em 1870, Corumbá estava destruída e reduzida a ruínas, sendo abandonada a miséria. A partir daí houve a reorganização do que foi devastado e a cidade voltou a normalidade que tinha outrora. No mesmo ano uma divisão do Exército Brasileiro, trazendo mantimentos para abastecer a sua tropa, abriu novas perspectivas de comércio. Também houve a restauração da zona urbana e a retomada do comércio, além da recuperação da região portuária e das fazendas de gado que foram destruídas outrora na invasão paraguaia. Com o crescimento retomado, sua restauração coube à Lei provincial n.º 7 de 7 de outubro de 1871, sendo constituído com território desmembrado do de Cuiabá, e reinstalado em 14 de maio de 1872, ano em que iniciou-se a construção da Câmara de Vereadores de Corumbá.
LEI Nº 07, DE 07 DE OUTUBRO DE 1871
Francisco José Cardoso Junior, tenente coronel do estado maior de primeira classe do exercito, bacharel em mathemáticas pela escola militar, cavalleiro da ordem de São Bento de Aviz, official da da Rosa, presidente e comandante das armas da provincia de Mato Grosso:
Faço Saber a todos os seos Habitantes, que a Assemblea Legislativa Provincial Decretou e eu sanccionei a Lei seguinte:
Art. 1º Ficão restaurados os municípios de Corumbá e Miranda, tão logo se nomee para elles as autoridades civis, do competente juramento de um dos funccionários, ao menos.
Art. 2º De então em diante cessará a annexação dessas freguesias ao município desta cidade.
Art. 3º A 3ª comarca constará dos três municípios de Corumbá, Miranda e Sant’Anna do Paranahyba.
Art. 4º Revogam-se todas as leis e disposições em contrário.
Mando por tanto a todas as Autoridades, a quem o conhecimento e execução da referida Lei pertencer, que a cumprão, e fação cumprir tão inteiramente, como nella se contém. O Secretario desta Província a faça imprimir, publicar, e correr.
Palácio do Governo de Mato Grosso em Cuyabá aos sete dias do mês de Outubro de mil oito centos setenta e um, qüinquagésimo da Independencia e do Imperio.
Francisco Jose Cardoso Junior
A Alfândega que tinha interrompido seu funcionamento desde aquele ano, devido a ocupação paraguaia, só volta à atividade em 1872, ano em que é fundado o Arsenal de Marinha do Ladário. Em 14 de março de 1873 começou a ser construído o Arsenal da Marinha. A Comarca de Corumbá foi criada por Lei Provincial nº 1 de 10 de junho de 1873 (declarada de segunda estância) e instalada em 19 de fevereiro de 1874. Em 1877, Corumbá dispunha de três praças, dez ruas retas e sua população era de aproximadamente 6 mil habitantes. No mesmo ano, A imprensa local nasce com a edição de “O Iniciador”.
Em abril de 1878, em função do Tratado de Ayacucho, foram enviadas para Corumbá as "Plantas Geográficas dos Rios Guaporé e Mamoré", sendo que a cartografia para delimitar os limites fronteiriços dos rios Guaporé e Mamoré foi levantada e apresentada pela 2ª Seção brasileira, sediada na mesma cidade, tendo sido todas chanceladas pelos delegados brasileiros e bolivianos. Continuando a descrição diz Destas cabeceiras continuam os limites pelo leito do mesmo rio até sua confluência com o Guaporé, e depois pelo leito deste e do Mamoré até sua confluência com o Beni, onde principia o Rio Madeira. Em 1878 e 1879, houve troca de Notas da Chancelaria Boliviana com a Embaixada do Brasil em La Paz, acusando o recebimento e aprovando a "Carta Geral", conforme ajustado na 7ª Conferência da Comissão Mista.
Renascimento de uma potência fluvial
Em 15 de novembro de 1878, pela lei nº 525, é elevada à categoria de cidade. Já no fim do século XIX, o porto fluvial de Corumbá era o terceiro maior da América Latina e movimentava pelos vapores da rota Europa/Brasil o comércio de peles, charques e outras riquezas da região.
Ocultado às vistas dos visitantes, quando chegavam da Bacia do Rio da Prata pelas voltas do rio, surpreendia o belo aspecto que se descortinava à entrada do porto da cidade. Corumbá estava em contínuo progresso e seu porto era atracado por embarcações nacionais e estrangeiras de grande calado. Essas embarcações traziam grandes carregamentos de mercadorias destinadas ao mercado local, além de outras localidades do estado, além do leste da Bolívia. Vapores vinham do Uruguai, Argentina e de alguns países europeus trazendo o cimento inglês, o vinho português e os refinados tecidos franceses, além dos imigrantes. Em contrapartida levavam produtos de exportação como a borracha, couro, charque, cal e a erva mate, transformando a região em um corredor das exportações de Mato Grosso. Nessa época, funcionavam em Corumbá 25 bancos internacionais como o City Bank e a moeda corrente era a Libra Esterlina. Havia uma enorme composição do elemento estrangeiro em sua população (italianos, árabes, libaneses, argentinos, paraguaios, entre outros) e nessa época a população estrangeira na região chegou a superar numericamente a brasileira. A zona urbana se desenvolveu sob o impulso de movimento mercantil e fluvial, o que aumentou os estabelecimentos comerciais e o número de estrangeiros. Apesar disso, a prosperidade comercial não trouxe benefícios para a cidade e sua população. Essa dependência com o comércio externo impediu o desenvolvimento interno e a criação de uma infra-estrutura econômica e urbana capaz de criar alternativas para o setor comercial. Havia uma dualidade na estrutura social que se formava, havendo dois grupos populacionais: o dos europeus, que eram os ricos e poderosos, e o dos sulamericanos, considerados marginalizados e discriminados. Getúlio Vargas, antes de ser presidente do Brasil, serviu ali até a patente de cabo, em 1903.

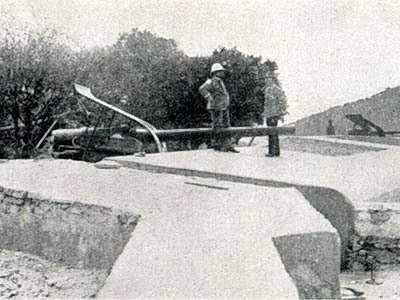
Forte Coimbra em 1907

Novas perspectivas são abertas ao progresso local, quando, a 3 de maio de 1908, é iniciada a construção da Estrada de Ferro Itapura- Corumbá, com o lançamento da pedra fundamental na Estação de Porto Esperança e sua conclusão em 1914, sendo atualmente parte da Estrada de Ferro Noroeste do Brasil (atualmente Rumo Logística). Em 1910 como tentativa de organização dos comerciantes locais foi fundada a Associação Comercial de Corumbá. Ela que considerava a navegação fator principal no desenvolvimento da cidade reagiu anos depois contra a Estrada de Ferro Noroeste do Brasil. No ano de 1913 um oficial das forças armadas, em visita a cidade, falou ao chegar a Corumbá: “No hotel, no bar, nas casas de comércio, por toda parte, ouve-se falar todas as línguas nessa longínqua e pequena babel e não serei exagerado em falar que o português não é o idioma que mais se fala”. Em 1914 possuía quinze mil habitantes e cortada por largas ruas retas e perpendiculares ao rio. Faltava apenas a arborização simétrica para embelezar as avenidas e dar um aspecto de uma metrópole para a época. No mesmo ano foi instalada em Corumbá a 14ª agência do Banco do Brasil. A cidade já se dividia em parte alta e baixa, como segue abaixo:
- Parte baixa: Possui edificações do final do século XIX e início do século XX com notável valor arquitetônico, como o Edifício Wanderley, Baís & Cia e o Edifício Vasquez e Filhos. E era aí também que estavam o alto comércio e onde existiam as casas maioristas de importadores e exportadores. Também havia importantes edifícios públicos e comerciais que se elevavam até três andares, como a Alfândega, a Mesa de Rendas do Estado, entre outros;
- Parte alta: Teve suas edificações erguidas, em sua maioria, no início do século XX. O mapa da cidade, de 1914, se resumia no quadrilátero entre as Ruas Oriental e Ocidental (hoje Edú Rocha), e a Colombo até a Avenida Marechal Rondon. As edificações antigas, que formam o conjunto arquitetônico, entretanto, estão na Marechal Rondon, Antonio Maria Coelho, Frei Mariano, XV de Novembro e Sete de Setembro. Encontravam-se também imponentes prédios como a Escola Estadual, o quartel do 13° Distrito Militar, a Sociedade Beneficente Italiana, a Intendência Municipal, o Correio, Telégrafo, Quartéis, a Igreja local e a Escola dos Padres Salesianos, entre outros.

Fábrica de cerveja
Corumbá inaugura a primeira fábrica de cerveja do Estado e uma de suas primeiras indústrias, que em 1914 tinha 15 mil habitantes (Campo Grande até então não passava de quatro mil), sendo instalada no prédio no bairro Cervejaria. A fábrica recebeu o nome de Cervejaria Nacional, idealizada e construída por um grupo de imigrantes libaneses, sendo uma das primeiras fábricas de cerveja do País. De acordo com um anúncio do Álbum Gráfico, que era produzido em Hamburgo pelos megaempresários portuários da época, a fábrica tinha sua própria produção de gelo. Até o esmalte (Moravia) era trazido da Áustria e tinha capacidade para engarrafar até 1.000 dúzias de garrafas ao dia apenas para consumo local. Sua produção era de cerca de 1000 litros ao dia de chope em barris que variavam entre 10 e 200 litros, sendo a sua distribuição concretizada em carros de mulas. Possuía 80 trabalhadores, sendo 2 cervejeiros alemães, e operava a produção com dois motores de energia (sendo um de 80 HP e o outro de 50 HP), ficando conhecida pela fama da marca Libra. Continuou assim até os anos 1950 sendo responsável por abastecer a parte sul de Mato Grosso (Campo Grande, Coxim, Porto Murtinho e Bela Vista). Nos anos 60 ocorreu o desmonte da Cervejaria Nacional, que apesar disso, foi mantido em menor escala por outros grupos empresariais.
Mesmo assim ainda chegou a ser comercializada nos anos 80. Outras marcas famosas que existiram em Corumbá foram as cervejas Bugrinha e Beira Trilho, além dos refrigerantes Cerejinha, Maués, Crush e Bidu. Até 2011 era fabricado o Mate Chimarrão Libra, que também faz parte da história da Cervejaria Nacional.

## Chegada da Empresa Matte Larangeira ao extremo sul de Corumbá e fundação de Porto Murtinho
O Decreto Imperial nº 8799, de 9 de dezembro de 1882, autorizava ao comerciante catarinense Thomaz Larangeira a exploração da erva-mate nativa no extremo sul do município de Corumbá por um período inicial de 10 anos, por serviços prestados na Guerra do Paraguai. Entretanto esse decreto não impede a exploração por parte dos moradores locais. Larangeira funda então a Empresa Matte Larangeira a partir desta concessão imperial. Thomaz Larangeira trouxe do sul do país fazendeiros que conheciam o manejo da erva-mate, também foram utilizadas a mão-de-obra de índios da região e de paraguaios, iniciando o ciclo de produção da erva-mate.
Com a proclamação da república a área de concessão é, sucessivamente, ampliada, sempre com o apoio de políticos influentes, como Joaquim Murtinho, Manuel José Murtinho e General Antônio Maria Coelho. Através do Decreto nº 520, de 23 de junho de 1890, são ampliados os limites de suas posses e consegue o monopólio na exploração da erva-mate em toda a região abrangida pelo arrendamento.
Aumento de produção
No início de 1892 os produtores de erva-mate do sul do Pantanal sentiram necessidade de criar um porto fluvial para centralizar o escoamento da produção. Depois de escolherem o local (a 50 km a montante do rio Apa, no rio Paraguai), a iniciativa do projeto, sob responsabilidade de Antônio Alves Corrêa, passou para a fazenda Três Barras, que teve 3600 hectares expropriados para integrar o povoado. Em julho de 1892 a Companhia Matte Larangeira comprou a Fazenda Três Barras, de propriedade do marechal Boaventura da Mota, à margem esquerda do rio Paraguai, e construiu um porto para exportação de erva-mate cancheada. Esse porto foi nomeado de Porto Fluvial Murtinho pelo Superintendente do Banco Rio e Mato Grosso Antônio Corrêa da Costa, em homenagem a Joaquim Murtinho. No mesmo ano é assinado novo contrato de concessão com o estado, com exclusividade para exploração dos ervais. Após assinado esse contrato, o Banco Rio Branco e Matto Grosso, da Família Murtinho, compra 14.540 ações (100$000 por ação), cabendo a Larangeira 460 ações. A empresa passa a se denominar Companhia Matte Larangeira, sendo obrigada a transferir a sua sede para o território do Mato Grosso.
Em 1895 quando a Cia. Matte Larangeira recebeu 5.000.000 ha em arrendamento de terras devolutas. Essa área compunha o território dos Kaiowás e Guaranis. Companhia utilizou ao longo da sua história mão-de-obra indígena, principalmente das etnias Kaiowá e Guarani. A atividade gerava muito lucro estimulando o aumento da exportação.

Vista de Corumbá, década de 1930. Arquivo Nacional.

Auge econômicovenda da Matte Larangeira á Francisco Mendes Gonçalves & Cia
O então Porto Fluvial Murtinho foi elevado a distrito para Resolução 225, de 10 de abril de 1900. A região teve grande desenvolvimento graças à Companhia Mate Larangeira. O transporte do mate — colhido num vasto império extrativo no atual estado de Mato Grosso do Sul — exigia 800 carretas e 20 mil bois. A Companhia encarregava-se da exploração e exportação da erva semi-elaborada (cancheada) para Buenos Aires. A erva-mate atingiu outros grandes centros urbanos como Assunção (Paraguai) e até Inglaterra, França e Itália.
Nesta localidade, outra empresa, a argentina Francisco Mendes Gonçalves & Cia, encarregava-se da industrialização e distribuição do produto no mercado externo. Após denuncias do Superintendente, Dr. Antonio Corrêa da Costa e de prejuízos com o transporte da produção da Matte Larangeira, o Banco Rio Branco decreta falência em 1902 e Thomaz Larangeira adquire seu espólio, já a Cia Matte Larangeira é vendida a companhia Francisco Mendes & Cia, passando a se chamar Larangeira Mendes e Companhia.

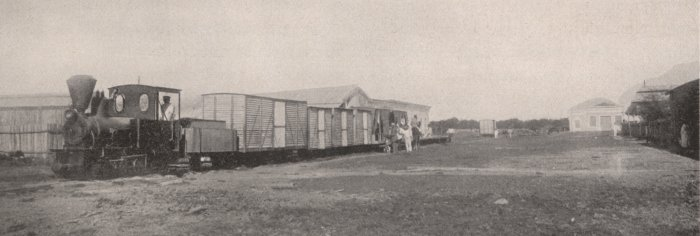
Trem de Porto Murtinho que parte para São Roque em 1913

Ao aproximar-se do rio Paraguai, o terreno torna-se pantanoso, e a Mate Laranjeira viu-se obrigada a construir um "aterro ferroviário". Foi finalizada em 1906, para facilitar o transporte de erva-mate, uma ferrovia (Estrada de Ferro Porto Murtinho a São Roque), ligando o Porto Geral a Fazenda São Roque, com extensão máxima de 22 á 25 km. O projeto inicial de 1898 do Dr. Antonio Corrêa da Costa previa uma extensão de 42 léguas (231 a 277 km). Já em 1910 ocorre a transferência do foco principal de exploração de erva mate para o Rio Paraná, reduzindo a sua importância estratégica para a empresa.
Porto Fluvial Murtinho é elevada à categoria de vila com a denominação de Porto Murtinho (sem o Fluvial) pela Lei Estadual nº 560, de 20 de junho de 1911, ou Decreto Estadual nº 310, de 2 de abril de 1912, desmembrado do município de Corumbá e sede no atual distrito de Porto Murtinho (ex-povoado), sendo instalado em 13 de junho de 1912.

## Declínio
Enfraquecimento econômico e Primeira Guerra Mundial
A guerra que estava acontecendo na Europa (1914 a 1918) e a construção da estrada de ferro mudaram o destino econômico de Corumbá. Essa estrada acabou trazendo consequências negativas para a cidade e fez mudar drasticamente a sua economia. Em função disso o transporte fluvial foi perdendo força e o eixo econômico foi deslocado para Campo Grande, que passou a ser o centro econômico do estado de Mato Grosso a partir de 1920. A partir daí Corumbá começa a ficar decadente e perde a condição de entreposto de exportação e importação que detinha, sofrendo também um grande esvaziamento populacional, pois os comerciantes se mudaram para outros centros mais ricos ou então se tornaram pecuaristas. Apesar disso, a cidade seguiu tendo apenas o rio Paraguai como único meio de locomoção da cidade com outras regiões até a primeira metade do século XX. Depois do fim da guerra, com a abertura dos portos e o comércio com os países platinos e europeus, o porto de Ladário acabou sendo o terceiro maior da América Latina até por volta de 1930. Nos anos 1940, durante a Segunda Guerra Mundial, a cidade iniciou suas atividades industriais, com a exploração das reservas de calcário - excelentes para a indústria do cimento (chegada do grupo Itaú em 1950) - e outros minérios.
A partir de 1950 a cidade de Corumbá, que nasceu e cresceu com a navegação, seria afetada negativamente com a chegada da antiga Estrada de Ferro Noroeste do Brasil (privatizada em meados da década de 1990 à Ferrovia Novoeste S.A., atualmente pertence à América Latina Logística S.A.) o que enfraqueceu a economia local e significou o fim definitivo do comércio fluvial. A partir daí o rio Paraguai perderia a sua função de principal artéria de comunicação e transporte. Em 11 de dezembro de 1953, através do projeto de Lei nº 155, de autoria do deputado Manoel Wenceslau de Barros Botelho, o então distrito de Ladário se transforma em município, onde, até o mesmo ano, era a região oeste da cidade de Corumbá.
Em 9 de março de 1959, depois de quatro anos de construção, foi inaugurado o Edifício Salim Kassar (mais conhecido pelo nome IOSA, acrônimo de Imobiliária do Oeste Sociedade Anônima) com 11 andares, primeiro arranha-céu de toda a região Centro-Oeste do Brasil.
Novo estado de Mato Grosso do Sul e desenvolvimento do turismo e agropecuária
O Moinho Mato-Grossense, que nessa época trabalhava o trigo que chegava da Argentina pelo retorno das embarcações que transportavam o minério a partir da região, foi fechado nos anos 1960. Em 1975 aportou na cidade a Urucum Mineração e a Companhia Vale do Rio Doce. Em 1977 foi criado o estado de Mato Grosso do Sul e Campo Grande foi escolhida a capital do novo estado, o que restou a Corumbá um número reduzido de atividades econômicas (algumas indústrias, um comércio de pequena expressão e uma grande atividade agropecuária). Ainda no final dos anos 1970, o turismo começou a ser explorado muito artesanalmente, revelando uma nova infra-estrutura e viabilizando a restauração das construções históricas. Ainda a ocupação dos prédios portuários históricos pelos novos empresários impediu que o casario mais antigo do Porto Geral não fosse totalmente deteriorado e depredado. Nos anos 1980 o turismo se consolida, mudando a economia de Corumbá. Em consequência disso, começou a se desenvolver uma grande infra-estrutura para atender a demanda turística local, com a construção de vários restaurantes, bares, hotéis, pousadas, barcos-hotéis, entre outros. Em 1986 a rodovia que liga Corumbá à Campo Grande (BR-262) foi pavimentada pelos militares, o que dinamizou um pouco o comércio.
A partir de 1990 teve início um novo momento econômico no município, com a intensificação da agropecuária, inserindo Corumbá no agronegócio, o que fez os produtores rurais buscarem novas técnicas e informações a respeito de avanços tecnológicos e também um novo modo de produção economicamente sustentável, fazendo com que a Europa adquira o rebanho pantaneiro, considerado ecologicamente correto. O comércio com a Bolívia passa a ser feito de forma diferente, cabendo a Corumbá ser intermediador de exportação para produtos proveniente dos centros agropecuários bolivianos, sendo que o escoamento da safra de soja seja feito pela rodovia BR-262 rumo ao Porto de Paranaguá. Apesar de ignorada pelo establishment, o comércio com a região dos Andes representou importante atividade econômica não só para Corumbá e região (havia na época mais de 180 exportadoras e escritórios de despachantes aduaneiros com geração de mais de 500 empregos diretos), mas também para a economia do Brasil, sendo um expressivo nicho de mercado cativo que vai desde achocolatados até automóveis. A partir dos anos 1990 o dinamismo dos processos de produção e sócio-ambiental se modelam retratando a atuação dos agentes e redes de interesses que se direcionam para a apropriação, o controle e o uso político do espaço geográfico que inclui o valor incalculável do pertencer coletivo e que acabou se submetendo ao esquecimento e decadência da causa social. Na mesma década houve ainda mobilizações em defesa do rio Paraguai e para impedir megaprojetos como a hidrovia Paraguai-Paraná e o pólo mínero-siderúrgico de Corumbá, que marcam importantes embates que tem a participação de setores populares organizados. O ápice desses embates se deu com a expressiva participação de cidadãos de várias camadas sociais na questão do processo de efetivação do controle social do Programa Pantanal (financiado pelo BID), além do monitoramento dos impactos sócio-ambientais do Gasoduto Bolívia-Brasil e a implantação da usina termelétrica à gás boliviano, chamada de TermoPantanal.
Recessão interna e ostracismo
Com a recessão interna em 1992, houve uma supervalorização da moeda brasileira como mecanismo interno para estabilizar a situação econômica precária que estava o Brasil. Com isso o comércio de Corumbá, que já era problemático e frágil, sofreu uma amarga quebra em função da desistência da cidade dos comerciantes bolivianos, que optaram por outras praças como Iquique (Chile), Cidade do Panamá (América Central) e Miami (Estados Unidos). A partir da Eco-92 (Conferência da Terra) houve um processo de inclusão de atores (políticos, empresários e instituições) nas questões sobre a preservação, conservação e desenvolvimento sustentável do município, que é representado pelo bioma Pantanal, que possui recursos naturais finitos e nessessitam ser poupados e preservados para o futuro. A partir daí o bioma é introduzido no cenário nacional e mundial e passa a ter aliados e defensores para a preservação, conservação e até destruição, que é representado por várias organizações não governamentais (ONGs), que articulam atores e agentes políticos, sociais e econômicos. O outro setor passa a agrupar propostas de luta com interesses específicos de um setor do processo produtivo e com interesses que incluem os anseios da sociedade. Apesar da crise que afetou o comércio exterior depois da adoção do Plano Real em 1994, os comerciantes e exportadores do mercado corumbaense buscaram novas alternativas, como a participação do Pacto da Cidadania (emblemático movimento que uniu diferentes segmentos sociais em prol da cidade) e a reivindicação da implantação de uma área de livre comércio.
Na anos 1990, com o crescimento das rodovias e a popularização do ônibus (por ser mais rápido, embora considerado mais perigoso), houve queda no número de passageiros do Trem do Pantanal. E a partir de 1992, com a privatização da Noroeste do Brasil, as viagens começaram a ficar mais escassas, sendo a linha suspensa temporariamente e reativada em alguns momentos. Em maio de 1996, no início do Governo FHC, o transporte de passageiros foi suspenso em definitivo em todo o Estado de Mato Grosso do Sul, e a ferrovia ficou comprometida com a privatização geral da Rede Ferroviária Federal S/A (RFFSA), ficando a partir daí apenas o transporte de cargas e o sucateamento da linha

## Renovação urbana
Em 1999 conseguiram o apoio do Ministério da Cultura para incluir o Casario do Porto Geral no Programa Monumenta (que tem o financiamento do Banco Interamericano de Desenvolvimento-BID) para recuperar o patrimônio histórico local para fins turísticos (cultural e ecológico) como opção hegemônica da pesca, o que gravemente acabou também promovendo o turismo sexual e a exploração sexual infanto-juvenil. A partir do ano de 2000, a cidade de Corumbá iniciou um cenário econômico positivo, aproveitando os recursos naturais existentes no município, como as jazidas de minério de ferro e manganês. Muitos empreendimentos começaram a chegar e a cidade passa a receber vários investimentos públicos e sociais, entre eles iniciou-se a criação de um pólo de desenvolvimento industrial, que se traduzia em oportunidades de negócios, geração de renda e novos empregos.
As empresas mineradoras instaladas na região, desenvolveram estudos e constataram a viabilidade econômica para implantação destes empreendimentos, com destaque para a inauguração da primeira unidade de siderurgia em setembro de 2007. Com o Pantanal ocupando 60% de seu território, em 2007 Corumbá passou a ser chamada oficialmente de Capital do Pantanal, confirmando a cidade no principal portal para esse santuário ecológico. Vale ressaltar que o turismo é também uma das atividades mais importantes do município. O turismo de pesca é o setor mais consolidado, tendo a melhor estrutura de pesca do Estado de Mato Grosso do Sul. O turismo de eventos está em plena ascensão e a construção do Centro de Convenções (obra em andamento) efetivará definitivamente o turismo de negócios, hoje um dos segmentos mais rentáveis do setor, que atrai visitantes com gastos médios maiores do que o do turista de lazer.